# Škarnik
Škarnik is een plaats in de gemeente Varaždinske Toplice in de Kroatische provincie Varaždin. De plaats telt 89 inwoners (2001).